# Cratere Nilanti
Nilanti  è un cratere sulla superficie di Venere.